# Martin Vojtíšek
Martin Vojtíšek (* 12. prosince 1950 Chrudim) je český pianista, skladatel, hudební pedagog a spisovatel. Je vyhledávaným a uznávaným interpretem zejména díla Fryderyka Chopina a Vítězslava Nováka, jehož kompletní klavírní tvorbu nahrál a vydal na několika CD. Je autorem knihy Hudební dialogy, kterou vydalo v roce 2017 nakladatelství W. W. Würfel International Society.

## Životopis
Martin Vojtíšek studoval na AMU v Praze v letech 1969–1974 hru na klavír pod vedením Ilony Štěpánové-Kurzové jako její poslední žák. Vedle toho soukromě studoval skladbu u Karla Janečka. Již během studia se stal laureátem chopinovské a beethovenské klavírní soutěže.
Jako klavírista se věnuje především tvorbě Fryderyka Chopina a autentické interpretaci české hudby přelomu 19. a 20. století. Znovuobjevil hudbu Václava Viléma Würfela, pozapomenutého učitele Fryderyka Chopina, o kterém napsal několik studií, a jako první natočil CD s jeho klavírními skladbami.
Vystupoval v mnoha zemích světa, např. v USA (New York), ve Francii (Paříž, Bordeaux), Španělsku (Sevilla, Córdoba), Itálii, Německu (Mnichov), Řecku (Krétský festival), Holandsku (Rotterdam) a Polsku.
Jako skladatel se zaměřuje převážně na psaní komorní hudby, a to instrumentální i vokální. Mezi jeho skladby patří např. Koncert pro altsaxofon a orchestr, Trio pro flétnu, violoncello a klavír, kytarový cyklus Hommage à Bach (nakl. Schott, 1996) a klavírní a písňové cykly. Vojtíškovy skladby byly uvedeny v řadě evropských zemí, USA a Brazílii, natočeny pro Radio France, belgický a holandský rozhlas, Radio Espana a Český rozhlas a na kompaktní disky. Má samostatné heslo v německé monografii Petera Hollfeldera Die Klaviermusik (str. 567).
Kromě hry na klavír a skladby se Martin Vojtíšek věnuje také pedagogické činnosti. Jako pedagog vedl četné mistrovské kurzy v zahraničí, např. na New York University, Bard College v New Yorku nebo na univerzitě Codarts v Rotterdamu.
V roce 2010 nakladatelství Schott Music Panton vydalo Vojtíškovy překlady básnických textů Erika Satieho.
V roce 2017 vydalo nakladatelství W. W. Würfel International Society Vojtíškovu knihu Hudební dialogy.

## Nahrávky
Natočil skladby F. Liszta (Sonáta h moll), F. Chopina (Sonáty, Scherza, Balady, Valčíky a Nokturna), L. v. Beethovena, J. N. Hummela, C. M. von Webera a realizoval jedinou kompletní nahrávku klavírního díla Vítězslava Nováka, která byla vysoce ceněna českou i zahraniční kritikou. Pro Českou televizi natočil recitál z děl Erika Satieho (s hercem Pavlem Křížem), V. Nováka a F. Chopina (2007). V roce 2011 natočil doposud jediné CD s výběrem skladeb Václava Viléma Würfela. Dále byly natočeny jeho vlastní skladby – Sonáta a Preludium, Chorál a Toccata.